# Luke Newton
Luke Paul Anthony Newton (* 5. Februar 1993 in Brighton, East Sussex, England als Luke Paul Anthony Atkinson) ist ein britischer Film- und Theaterschauspieler.

## Leben

### Privates
Newton wuchs in Shoreham-by-Sea in West Sussex auf. Er hat eine jüngere Schwester namens Lauren. Nach der Scheidung seiner Eltern heiratete seine Mutter Michelle im Jahr 2006 erneut. Newtons Vater Lee war 1995 Sänger in der sechsten Staffel der britischen TV-Show Stars in Their Eyes. Newtons Tanten mütterlicherseits performten in West End.
Newton hat eine Lese- und Rechtschreibstörung sowie ADHS.

### Ausbildung
Newton besuchte das Northbrook College Sussex, heute Teil des Greater Brighton Metropolitan College. Anschließend lernte er Schauspiel an der London School of Musical Theatre.

## Karriere

### Schauspiel
Sein Fernsehdebüt machte Newton 2010 als Luke Atwood in der Fernsehserie The Cut. Es folgten weitere kleine Rollen in TV-Serien und Kurzfilmen. Eine größere Bekanntheit erlangte der Brite 2016 als Ben in der Disney-Musical-Serie The Lodge.
Seit 2020 sieht man ihn wiederkehrend als Colin Bridgerton in der von Shondaland produzierten Netflix-Serie Bridgerton vor der Kamera. Zunächst als Nebencharakter in den ersten beiden Staffeln, stand Newtons Figur Colin als männliche Hauptfigur in der dritten Staffel im Fokus. Damit weicht die Serie von seiner Buchvorlage ab: In Julia Quinns gleichnamiger Romanreihe, steht die Friends-to-Lovers-Geschichte von Colin und Penelope erst im vierten Band, Romancing Mister Bridgerton, im Mittelpunkt.
Auch auf Londons Theaterbühnen stand Newton bereits, zuletzt 2023 neben Amber Anderson in Neil LaBute’s The Shape of Things im Park Theatre London.

### Musik
Als 18-jähriger Teenager war Newton Teil der vierköpfigen Boyband South4. Ihre erste und bekannteste Single war "Cougar Town".

## Filmografie

### Fernsehserien
- 2010: The Cut  (11 Episoden)
- 2011: Sadie J (Episode 1x11)
- 2013: Mr Selfridge (Episode 1x08)
- 2014: Doctors (2 Episoden)
- 2016–2017: The Lodge (25 Episoden)
- seit 2020: Bridgerton

### Filme
- 2014: Twist and Pulse's Halloween Thriller (Kurzfilm)
- 2018: Lake Placid: Legacy
- 2019: Youth in Bed (Kurzfilm)

## Theater
- 2010: Billy Elliot (BHOS, Brighton)[9]
- 2013: The Book of Mormon (Prince of Wales Theatre, London)
- 2015: Loserville (Union Theatre Southwark, London)[10]
- 2015: Legally Blonde (Kilworth House Theatre, Leicestershire)[11]
- 2023: The Shape of Things (Park Theatre, London)[12]
- 2025: House of McQueen (The Mansion at Hudson Yards, New York City)[13]

Seit 2022 hat Newton in seiner Heimatstadt Brighton eine Patronage bei seiner früheren Theatergemeinschaft BHOS (Brighton & Hove Operatic Society) inne.

## Auszeichnungen und Nominierungen
- 2021: Screen Actors Guild Awards: Nominierung als Bestes Schauspielensemble in einer Dramaserie (Bridgerton S01)
- 2025: TV Choice Awards UK: Nominierung als Beste Drama Performance (Bridgerton S03)
- 2025: Screen Actors Guild Awards: Nominierung als Bestes Schauspielensemble in einer Dramaserie (Bridgerton S03)
- 2025: BAFTA TV Awards: Nominierung für die Kutschen-Szene in der Kategorie "P&O Cruises Memorable Moment" (Bridgerton S03)[17]
- 2025: Astra TV Awards: Nominierung als Bestes Schauspielensemble in einer Streaming-Dramaserie (Bridgerton S03)[18]